# Daisy Waterstone
Daisy Waterstone, född 13 juni 1994 i London, är en brittisk skådespelare.
Waterstone har bland annat medverkat i TV-serierna Enkel resa till Korfu (2016-2019) och The Capture (2019-2022). Hon har även medverkat i filmen Cyberbully från 2015.

## Filmografi (i urval)
- 2015: Cyberbully
- 2016-2019: Enkel resa till Korfu
- 2019-2022: The Capture
- 2025 – Prime Target (TV-serie)